# كمبري

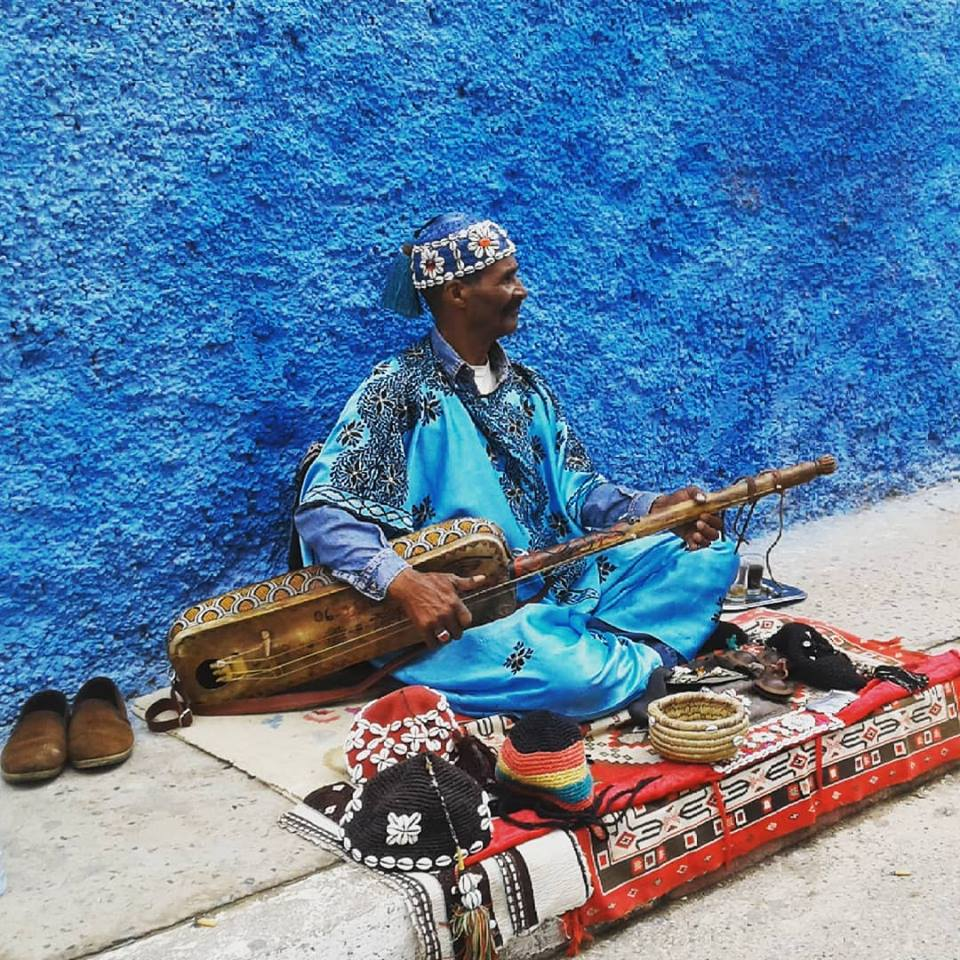
عازف كمبري مغربي

الكمبري (الڤمبري أو الڭمبري) «الهجهوج»، «السنتير»، هو آلة موسيقية وترية قديمة وتقليدية تصنع أساسا من الحطب (غالبُا جسم محفور من جذع الأشجار) ومغطى في جهة العزف بجلد الإبل. إذ أن جلد الإبل لديه نفس الوظيفة الصوتية التي يقوم بها الغشاء على البانجو. الرقبة عبارة عن عصا بسيطة بأوتار ثلاثة أحدها قصيرة والآخرين طويلين مصنوعة من من أمعاء (المصران) الماعز تنتج صوتًا تشويشيًا يشبه تشيلو أو الكونترباس، خاصة بموسيقى الغناوة (الديوان)، مصدرها المغرب ابتكرها الأمازيغ.
كمبري اسم اصله يعود للمغرب ومعناه يحكي قصة الآلة التي صنعها المستعبدين من غينيا في المغرب .

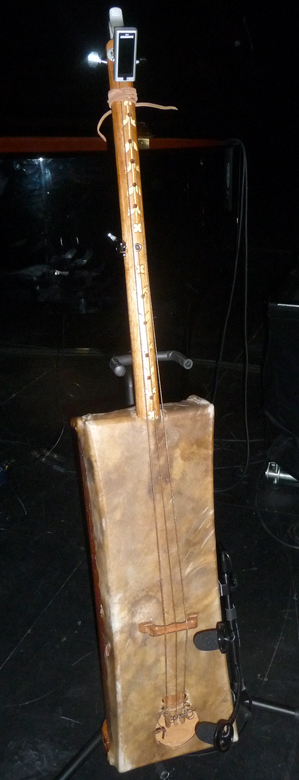
كمبري